# Emily Whelan
Emily Whelan (Dublino, 22 agosto 2002) è una calciatrice e giocatrice di calcio gaelico irlandese, attaccante del Glasgow City e della nazionale irlandese.

## Carriera

### Calcio

#### Club
Whelan inizia la sua carriera nel calcio tesserandosi per lo Shelbourne M.G.L. Academy, divisione giovanile dello Shelbourne, passando nell'agosto 2018 alla prima squadra che disputa la Women's National League, primo livello del campionato irlandese femminile di calcio
Grazie alle prestazioni offerte in campionato e con la nazionale irlandese Under-17, a 16 anni Whelan viene premiata come migliore calciatrice Under-17 della Women's National League e riceve il 10 novembre 2018 il Continental Tyres Womens National League U-17, al quale si aggiunge, qualche mese più tardi, l'Under-17 Women's International Player of the Year per l'anno 2018.
Per la stagione 2021-2022 si è trasferita in Inghilterra al Birmingham City.

#### Nazionale
Whelan inizia ad essere convocata dalla federazione calcistica dell'Irlanda (FAI) dal 2017, inizialmente nella formazione Under-17 impegnata nella fase di qualificazione all'Europeo di Lituania 2018, dove fa il suo esordio il 27 settembre 2017 nell'incontro vinto per 2-0 sulle pari età della Romania e scende in campo negli altri tre incontri giocati dalla sua nazionale prima dell'eliminazione, siglando la rete del momentaneo pareggio nell'incontro perso poi per 2-1 con l'Islanda. Inserita in rosa anche per le qualificazioni all'Europeo di Bulgaria 2019, Whelan viene impiegata in tutti i sei incontri disputati dall'Irlanda nelle due fasi, andando anche a segno con una tripletta nell'incontro inaugurale della stagione dove la sua nazionale travolge le pari età dell'Albania, condividendo con le compagne una nuova eliminazione dovuta a una sola vittoria, un pareggio e una sconfitta nella fase élite.
Inserita nella lista delle 20 calciatrici convocate dal selezionatore della Colin Bell nazionale maggiore per l'amichevole del 9 aprile 2019 contro l'Italia, in quell'occasione fa il suo esordio, sedicenne, giocando uno scampolo di gioco nel recupero di fine partita.

### Calcio gaelico
Dalla sua giovinezza fino al 2017 Whelan ha affiancato la passione del calcio al calcio gaelico, giocando sia a livello di club, per l'O'Dwyers GAA e il Dublin Ladies GFA nella Gaelic Athletic Association (GAA), che nella selezione U-16 del Dublin.

## Palmarès

### Individuale
- Under-17 Women's International Player of the Year: 1

2018